# Tetjana Hamera-Sjmyrko

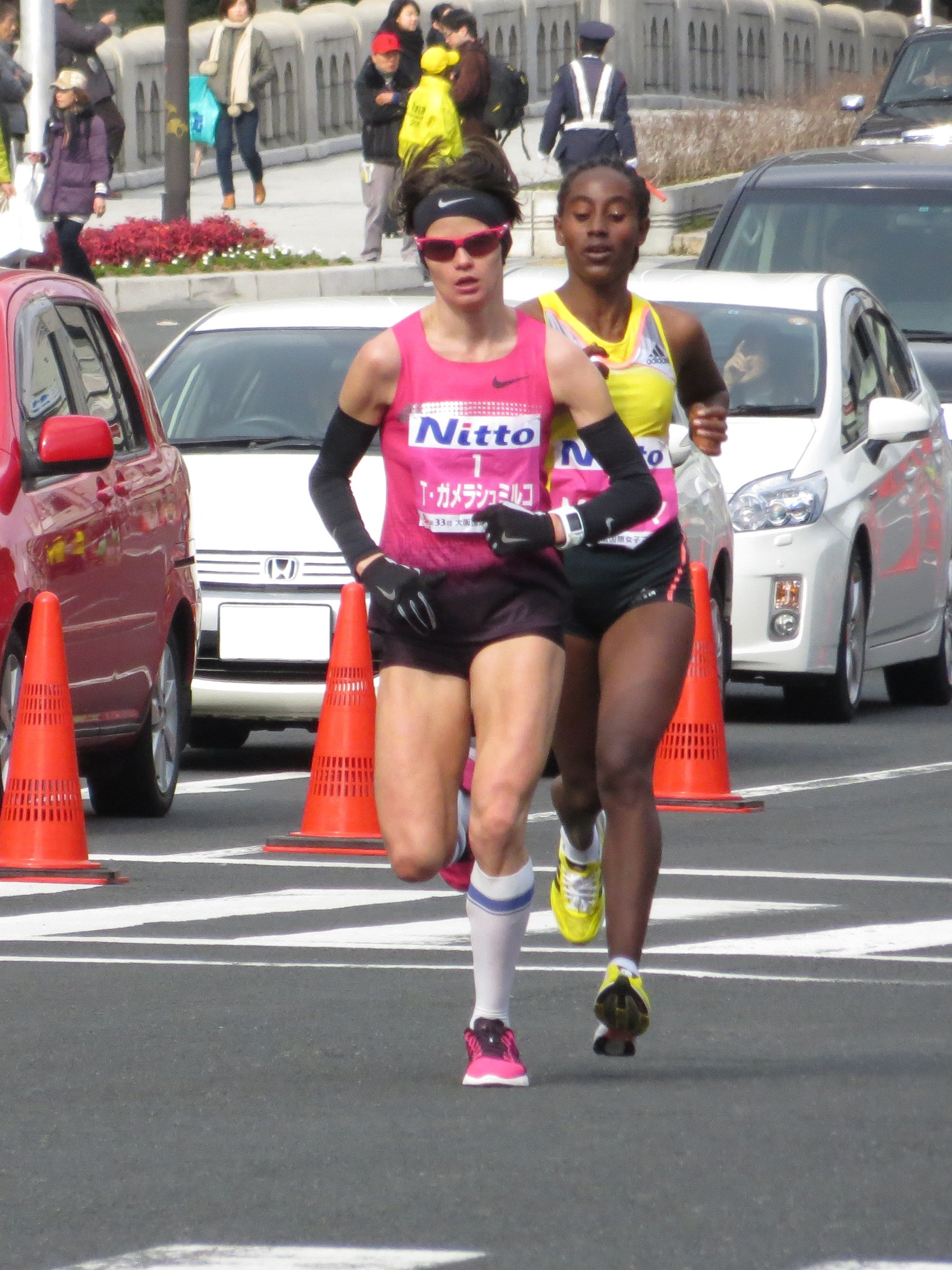
Tijdens de marathon van Osaka 2014.

Tetjana Hamera-Sjmyrko (Oekraïens: Тетяна Гамера-Шмирко; Hrada, 1 juni 1983) is een Oekraïense langeafstandsloopster, die is gespecialiseerd in de marathon. Ze had van 2012 tot 2015 de nationale records in handen op deze afstand. Later werden deze echter geschrapt vanwege een overtreding van het dopingreglement.

## Biografie

### Senioren
Hamera-Sjmyrko begon haar sportcarrière als middellangeafstandsloopster. Na 2009 legde ze zich toe op de lange afstand en begonnen ook haar successen binnen te stromen. In 2010 eindigde ze op een vierde plaats op de 5000 m bij de Oekraïense atletiekkampioenschappen met een tijd van 16.16,55.
In 2011 maakte Hamera-Sjmyrko succesvol haar marathondebuut bij de marathon van Krakau door deze meteen te winnen. Later dat jaar behaalde ze een vijftiende plaats bij de wereldkampioenschappen in Daegu.
In 2012 behaalde ze een tweede plaats bij de marathon van Osaka door in 2:24.46 te finishen. In de wedstrijd was alleen de Japanse Risa Shigetomo sneller (2:23.23). Met deze prestatie verbeterde Hamera-Sjmyrko tevens het nationale record en kwalificeerde ze zich voor de Olympische Spelen van 2012 in Londen. In de voorbereiding hiervan werd ze vijfde bij de halve marathon van Praag. Op de Olympische Spelen maakte ze een knappe opmars van een 23e plaats bij het 25 kilometerpunt naar een vijfde plaats op de finish. Haar tijd van 2:24.32 was opnieuw goed voor een verbetering van het nationale record.
In 2013 won Hamera-Sjmyrko opnieuw de marathon van Osaka in 2:23.58. Deze tijd gold niet als nationaal record, omdat haar landgenote Olena Shurhno het record inmiddels had teruggebracht tot 2:23.32. In 2014 verdedigde ze met een succes haar eerste plaats bij deze wedstrijd. In 2015 won ze de marathon van Osaka voor de derde achtereenvolgende maal en ditmaal opnieuw met een nationaal record van 2:22.09.

### Diskwalificatie
In november 2015 werd ze echter door de Ukrainian Athletic Federation voor vier jaar geschorst wegens het gebruik van verboden middelen. Haar schorsing loopt van 30 september 2015 tot en met 29 september 2019. Ook werden haar resultaten van 26 augustus 2011 tot 30 september 2015 geschrapt, inclusief haar vijfde plaats bij de Olympische Spelen en haar nationale records.

## Persoonlijke records
Baan
| Onderdeel | Prestatie | Datum        | Plaats  |
| --------- | --------- | ------------ | ------- |
| 800 m     | 2.08,81   | 25 juli 2004 | Kiev    |
| 1500 m    | 4.26,61   | 1 juli 2008  | Kiev    |
| 5000 m    | 16.16,55  | 1 juli 2010  | Donetsk |
| 10.000 m  | 34.40,00  | 30 mei 2011  | Jalta   |

Weg
| Onderdeel      | Prestatie | Datum            | Plaats    |
| -------------- | --------- | ---------------- | --------- |
| 10 km          | 34.56     | 6 december 2009  | Rybnik    |
| 15 km          | 53.21     | 20 november 2010 | Bełchatów |
| halve marathon | 1:14.32   | 7 november 2010  | Kościan   |
| marathon       | 2:28.14   | 17 april 2011    | Krakau    |

Indoor
| Onderdeel | Prestatie | Datum            | Plaats    |
| --------- | --------- | ---------------- | --------- |
| 1500 m    | 4.33,65   | 22 februari 2003 | Sumy      |
| 3000 m    | 9.55,89   | 29 januari 2005  | Zaporizja |

## Palmares

### 10 km
- 2010:  Bieg Kazikow in Radom - 36.21
- 2010:  Maniacka Dziesiatka in Poznan - 35.00
- 2010:  Bohars - 34.43
- 2010: 4e Le Mans - 35.22
- 2010:  A Travers Carouge Run to Run - 34.57,9
- 2011:  Dzialoszynska Dziesiatka - 34.24

### 15 km
- 2010:  Belchatowska Pietnastka - 53.21

### halve marathon
- 2010:  halve marathon van Wiazowna - 1:19.12
- 2010:  halve marathon van Troyes - 1:16.58
- 2010:  halve marathon van Koscian - 1:14.32
- 2011:  halve marathon van Inowroclaw - 1:14.34
- 2012: 5e halve marathon van Praag - 2:12.15
- 2014: 7e Great Schotish Run - 1:13.42

### marathon
- 2011:  marathon van Krakau - 2:28.14
- 2011: 15e WK in Daegu - 2:31.58[3]
- 2012: marathon van Osaka - 2:24.46 (NR)
- 2012: 5e OS in Londen - 2:24.32 (NR)
- 2013:  marathon van Osaka - 2:23.58
- 2014:  marathon van Osaka - 2:24.37
- 2014: 7e marathon van Londen - 2:25.30
- 2015:  marathon van Osaka - 2:22.09 (NR)

### veldlopen
- 2010: 4e Miedzynarodowy Bieg Po Plazy in Jaroslawiec - 1:03.25